# Principio y fin
Principio y fin es una película mexicana del director mexicano Arturo Ripstein estrenada en 1993. El guion de Paz Alicia Garciadiego está inspirado en la obra homónima del escritor egipcio Premio Nobel de Literatura Naguib Mahfouz. Obtuvo el Premio Ariel a Mejor Película en 1994.

## Sinopsis
Una familia perteneciente a la clase media mexicana, los Botero, luego de la muerte del patriarca lucha por evitar la pobreza. La madre decide proteger, a costa de sus demás hijos, al menor de la familia, Gabrielito, esperando que pueda, a la larga, restituir la buena fortuna de la familia.

## Premios
En la ceremonia de entrega del Premio Ariel fue la más exitosa, teniendo un total de 11 nominaciones y obteniendo 7 de las más importantes; mejor película para Arturo Ripstein, mejor actuación femenina para Lucía Muñoz, donde también estuvieron nominadas por esta misma cinta Julieta Egurrola y Luisa Huertas, mejor actuación masculina para Bruno Bichir, mejor actriz de cuadro para Blanca Guerra, mejor actor de cuadro para Luis Felipe Tovar, mejor edición para Rafael Castanedo y mejor ambientación para Marisa Pecanins.

Otros premios que obtuvo incluyen:
- En el Festival Internacional de Cine de Guadalajara el Premio DICINE y el Premio FIPRESCI para Arturo Ripstein.
- En el Festival de Cine de La Havana el premio FIPRESCI y el Gran Coral para Arturo Ripstein; y, el premio a mejor actriz para Lucía Muñoz.
- En el Festival de San Sebastián la Concha de Oro para Arturo Ripstein.
- En el Festival Internacional de Cine de San Diego el premio al mejor logro para Arturo Ripstein.

## Reparto seleccionado
El reparto fue seleccionado por Claudia Becker, incluyendo a:
- Ernesto Laguardia...Gabriel Botero Gabrielito
- Julieta Egurrola...doña Ignacia Botero
- Lucía Muñoz...Mireya Botero
- Bruno Bichir...Nicolás Botero
- Alberto Estrella...Guama Botero
- Ernesto Yáñez...El Polvorón
- Blanca Guerra...Julia
- Verónica Merchant...Natalia
- Alonso Echánove...El Cariñoso
- Luis Felipe Tovar...César
- Julián Pastor...Licenciado Luján
- Luisa Huertas...Isabel
- Alejandro Parodi...Rector de la Universidad
- Darío T. Pie...Maurer
- Luis Rábago...Guardiola

## Artículos complementarios
- Anexo:Premio Ariel a la mejor película
- Naguib Mahfouz

## Sitios exteriores
- Principio y fin en Internet Movie Database (en inglés).
- Principio y fin en YouTube.

- Datos: Q15500718